# Chiesa di San Basilio Magno (Ferrara)
La chiesa di San Basilio Magno è la parrocchiale a Correggio, frazione di Ferrara. Risale al XIII secolo.

## Storia
L'edificio venne edificato entro il XIII secolo.
La chiesa di San Basilio Magno viene citata da Marcantonio Guarini nel suo Compendio historico dell'origini, accrescimento e prerogative delle chiese e luoghi pii della città, e diocesi di Ferrara e descritta come legata alla pieve di Contrapò ma, allo stesso tempo, vincolata al versamento di una retta annuale al convento di San Bartolo.
Con la fine del XIV secolo venne assogettata alla pieve di Tamara.
La torre campanaria venne eretta nel 1940.
Durante il terremoto dell'Emilia del 2012 si sono avuti vari danni che hanno richiesto alcuni interventi ma dopo i primi controlli la chiesa è stata dichiarata agibile.

## Descrizione
Nella chiesa sono conservate alcune opere di pregio come due dipinti, della Deposizione e di La Vergine col Bambino, oltre ad un crocifisso in legno del XVIII secolo.